# Análisis de la práctica docente
“El análisis de la práctica docente se supone como un análisis crítico en el que se reconozcan todos los elementos que reflejan en ella, desagregándolos, pero sin perder la noción de su totalidad. Al reconocer la interrelación de estos elementos, habrá que distinguir entre los que provienen del entorno social e institucional y los que son propios del espacio privado del aula, en la cual los maestros actúan con mayor libertad”. (Fierro, 2010:21)
El eje rector de la práctica docente es la educación (enlace roto disponible en Internet Archive; véase el historial, la primera versión y la última)., que apunta al pleno desarrollo de la personalidad humana y a un refuerzo del respeto de los derechos del hombre y tiene que favorecer la comprensión, tolerancia, amistad entre todas las naciones y todos los grupos raciales y religiosos, para el mantenimiento de la paz. (Casares,2000)
Para poder analizar los componentes de la práctica docente, consideramos pertinente comenzar describiendo cómo es un docente y el rol que ocupa. 
“El docente es la importancia central en el proceso educativo ya que son ellos quienes finalmente le dan forma y contenido a las propuestas educativas.” (Fierro,2010:18) En la actualidad, la educación básica exige un docente capacitado y preparado con capacidades y habilidades para enseñar a sus alumnos a entrar con el conocimiento y empoderarse de él, así como también debe de acompañar a sus alumnos en ese proceso de enseñanza-aprendizaje. “Los estudios sobre el rol del profesor se efectúan desde una perspectiva interaccionista, ya que en las situaciones de enseñanza-aprendizaje el rol del profesor está en relación de dependencia con el alumno.” (Noguera, 1985)
Es decir, se espera que los maestros sean constructivistas dentro y fuera del aula. El enfoque constructivista ve el conocimiento humano como un proceso de construcción y reconstrucción cognoscitiva llevada a cabo por los individuos que tratan de entender los fenómenos del mundo que los rodea, por medio de la zona de desarrollo próximo, proporcionándole a sus alumnos las herramientas necesarias para que por ellos mismo puedan construir sus conocimientos. (Triana)